# ضربت
ضربت فیلمی به کارگردانی و نویسندگی ساموئل خاچیکیان محصول سال ۱۳۴۳ است.

## داستان
جمال از همسر بیمارش در خانه مراقبت می‌کند. یکی از همکاران جمال به نام حسین آقائی به شیرین، دختر جمال، علاقه دارد. دکتر کورش امین نیز عاشق شیرین است. اما مادرش مخالف ازدواج دکتر با شیرین است. حسین مزاحم جمال و دخترش می‌شود، و دکتر با حسین گلاویز می‌شود و او را از آزار شیرین منع می‌کند. حسین با دوستانش موجودی صندوق اداره را می‌ربایند و می‌گریزند. حسین به خانهٔ جمال می‌رود و با نشان دادن پول‌ها می‌خواهد که جمال با ازدواج او با دخترش موافقت کند. جمال در نزاعی حسین را از پا درمی‌آورد و در زیرزمین خانه پنهان می‌کند. شیرین جسد حسین را می‌یابد، و جمال جسد را در باغ خانه چال می‌کند. دوستان حسین پول را از جمال مطالبه می‌کنند و دکتر در پی شیرین به خانهٔ آنها می‌رود. دکتر و جمال با دوستان حسین درگیر می‌شوند و خانه طعمهٔ حریق می‌شود و مادر شیرین می‌میرد. پلیس سرمی رسد و دزدها را به دام می‌اندازد. مادر دکتر و خواهرش نیز به محل حادثه می‌آیند و شیرین را به خانهٔ خودشان می‌برند.

## تولید و نمایش
تهیه‌کننده ژوزف واعظیان و کارگردان و فیلمنامه‌نویس آن ساموئل خاچیکیان بود و قدرت‌الله احسانی فیلمبردار آن. این فیلم در عرض چهار ماه تهیه و در سوم اردیبهشت ماه ۱۳۴۳ در سینماهای اونیورسال، سعدی و همای نمایش داده شد.

## نسخه مرمت‌شده
فیلم ضربت در سال ۱۳۹۶ با همکاری فیلم‌خانه ملی ایران در مرکز مرمت فیلم بولونیا به همراه سه فیلم دیگر از خاچیکیان، دلهره، طوفان در شهر ما و چهارراه حوادث، مرمت شد.

## بازیگران
- آرمان هوسپیان
- عبدالله بوتیمار
- رضا بیک ایمانوردی
- قدسی کاشانی
- لطف‌الله راد
- جلال پیشواییان
- جمشید تاتار
- فرزانه کاظمی
- آنیک شفرازیان
- یاربهمن
- سوریک خاچیکیان
- شفیعی
- هایک
- آرارات
- نژدیک
- زهره
- مارتین میناسیان
- اشرف کاشانی
- حسین جهانگیری
- شعبان شهری